# Лудвиг фон Йотинген-Валерщайн
Лудвиг фон Йотинген-Валерщайн /Лудвиг Крафт Ернст Карл Алберт Франц Вилхелм Фридрих Филип Михаел Юдас Тадеус Нотгер Мария (на немски: Ludwig Craft Ernst Carl Albert Franz Wilhelm Friedrich Philipp Michael Judas Thadaeus Notger Maria Fürst zu Oettingen-Oettingen u. Oettingen-Wallerstein; * 31 януари 1791 във Валерщайн; † 22 юни 1870 в Люцерн) е княз на Йотинген-Йотинген-Валерщайн, от 1810 г. до смъртта си крон-оберст-хофмайстер в Кралство Бавария, баварски министър на вътрешните работи (1832 – 1837) и външен министър (1847/1848).
Той е най-големият син на 1. имперски княз Крафт Ернст фон Йотинген-Валерщайн (1748 – 1802) и втората му съпруга херцогиня Вилхелмина Фридерика Елизабет фон Вюртемберг (1764 – 1817), дъщеря на херцог Лудвиг Евгений фон Вюртемберг (1731 – 1795) и София Албертина фон Байхлинген (1728 – 1807). Братята му са 3. княз Фридрих Крафт (1793 – 1842), принц Франц Лудвиг Крафт (1795 – 1813, убит при Ханау), принц на Йотинген-Йотинген и Йотинген-Валерщайн, и принц Карл Анселм (1796 – 1871).
Лудвиг фон Йотинген-Валерщайн следва право между 1807 и 1810 г. в университета в Ландсхут. От 1810 г. до смъртта си той е „крон-оберст-хофмайстер“ и получава глас в тайния държавен съвет. Той изпълнява дипломатически задачи.
Лудвиг фон Йотинген-Валерщайн се отказва от правата си като княз през 1823 г. за сметка на по-малкия си брат Фридрих Крафт (1793 – 1842). От 1849 – 1858 г. Лудвиг фон Йотинген-Валерщайн е народен представител на „втората камера на Баварския Ландтаг“ на страната на либералното крило. Той увеличава библиотеката на рода си. Една част от нея купува крал Лудвиг I за своята сбирка и нарежда рисуването на портретите на съпругата и дъщеря му за „Галерията на красавиците“ в Нимфенбург.
Лудвиг фон Йотинген-Валерщайн умира на 79 години на 22 юни 1870 г. в Люцерн и е погребан във Валерщайн

## Фамилия
Лудвиг фон Йотинген-Валерщайн се жени на 7 юли 1823 г. (морганатичен брак) в Керкинген за Мария Кресценция Боургин (* 3 май 1806, Фюсен; † 22 юни 1853, Валерщайн), дъщеря на Николас Боургин и Кресценция Глогер. Те имат две дъщери:
- Каролина Антония Вилхелмина Фридерика Лудовика Кресценция (* 19 август 1824, Донаувьорт; † 14 януари 1889, Мюнхен), омъжена на 27 февруари 1843 г. за граф Хуго Валдбот фон Басенхайм (1820 – 1895)
- Тереза Вилхелмина Фридерика Кресценция (* 4 февруари 1827, Раймлинген; † 12 април 1833, Раймлинген)

Лудвиг фон Йотинген-Валерщайн се жени втори път на 18 юли 1857 г. в замък Нови Светлов над Божковицеми (дворец Свитлау), Цвитлан, Моравия за графиня Албертина Лариш фон Моених (* 20 май 1819, замък Долни Животице/ замък Шьонщайн, Силезия; † 10 юни 1900, Гьорц), дъщеря на граф Хайнрих Лариш фон Моених (1793 – 1859) и Хенриета фон Хаугвитц (1799 – 1884). Бракът е бездетен.

## Произведения
- Vortrag: Ueber Hindernisse des Fortschreitens der Landschaft, welche in dem Creditwesen begründet sind. 1839.
- Vortrag: Ueber Evidentstellung und Verbesserung der bayerischen Landwirthschaft nach den Anträgen des Regierungsrathes von Heffels. 1839.
- Abel und Wallerstein, 1840.
- Fürst Ludwig von Oettingen-Wallerstein, die anonyme Presse und die Briefe eines ausgewanderten Deutschen, Verlag der Franz’schen Buchhandlung, München 1848.
- mehrere Artikel in der deutsch-constitutionellen Zeitung als Separatabdruck: Deutschland, seine Zukunft und seine constituirende Versammlung erschienen im August 1848.
- Flugschriften der Reden, vom 3. und 6. November 1849 über die deutsche Frage
- Die deutsch-österreichische Frage aus dem Standpunkte der internationalen Politik: und der künstigen Welt, Fahrmbacher, 1849.
- Deutschlands Aufgabe in der orientalischen Verwickelung, von einem ehemaligen deutschen Minister, anläßlich des Krimkriegs 1853
- Artikel für die Augsburger Allgemeine Zeitung
- Flugschrift Bund und Bundesreform
- autobiographischen Abriß
- Briefe und Tagebuchaufzeichnungen